# Ногайский мост
Ногайский мост — исторический мост через реку Ногайку и одноимённый овраг в городе Уфе.

## История
В XVIII веке город стал активно расти в западном направлении — уже в начале века Шугуровская гора была плотно заселена. Для её связи с административным центром — Уфимским кремлём — построен мост через реку Ногайку и Ногайский овраг, также названный Ногайским.
В середине XIX века плашкоутный мост через реку Белую также называли Ногайским по историческому названию Оренбургской переправы.